# Agave petrophila
Agave petrophila ist eine Pflanzenart aus der Gattung der Agaven (Agave). Ein englischer Trivialname ist „Rock Living Agave“.

## Beschreibung
Agave petrophila  formt niederliegende Stämme bis 100 cm Höhe. Die vielköpfigen, kompakten Rosetten haben einen Durchmesser von 50 bis 80 cm. Die linealischen, flachen, gestreiften, flexibel angeordneten, grünen bis bläulichen Blätter sind 40 bis 70 cm lang,4 bis 9 cm breit. Die gelben Blattränder sind fein gezahnt. Der braune bis rötliche Enddorn ist bis 1 cm lang.
Der ährige, längliche, bis gebogene Blütenstand wird 1,8 bis 2 m hoch. Die glockigen, grüngefärbten Blüten sind 20 bis 25 mm lang und erscheinen am oberen Teil des Blütenstandes. Die offene Blütenröhre ist bis 5 mm lang.
Die kugelförmige. dunkelbraune dreikammerigen Kapselfrüchte sind 9 bis 10 mm lang und 8 bis 9 mm breit. Die schwarzen Samen sind 3 bis 3,5 mm lang und 2 bis 2,5 mm breit.

## Systematik und Verbreitung
Agave petrophila wächst in Mexiko, in den Bundesstaaten Oaxaca und Guerrero an felsigen Kalksteinhängen in 850 bis 1300 m Höhe.
Die Erstbeschreibung als Agave gracilis durch Abisai Josue García-Mendoza und Esteban Martínez wurde 1998 veröffentlicht. Der Name Agave gracilis Jacobi (1870) war jedoch bereits vergeben. Die Autoren wählten deshalb den neuen Namen (nom. nov.) Agave petrophila.
Agave petrophila ist ein Vertreter der Sektion Striateae. Sie ist selten in der südmexikanischen Sierra de Guerrero zu finden. Charakteristisch sind die kleinbleibenden, vielköpfigen Rosetten. Sie ist verwandt mit Agave dasylirioides, jedoch sind Unterschiede in Größe, Form, Blüten- und Blattstruktur und Frucht erkennbar.
Ein nomenklatorisches Synonym ist Echinoagave petrophila (García-Mend. & Martínez) A.Vázquez, Rosales & García-Mor.